# キラーイ・ガーボル
キラーイ・ガーボル・フェレンツ（Király Gábor Ferenc、 1976年4月1日 - ）は、ハンガリー・ソンバトヘイ出身の元サッカー選手。ポジションはGK。ハンガリー代表。

## 経歴

### クラブ
ソンバトヘイで生まれたキラーイは、1993年に地元のクラブであるソンバトヘイ・ハラダーシュでキャリアをスタートし、1997年にはドイツ・ブンデスリーガのヘルタ・ベルリンへ移籍した。当初は2番手のGKであったが、クラブが7戦未勝利で迎えた1997年9月28日の対1.FCケルン戦にてクリスティアン・フィードラーに代わって起用され、ブンデスリーガでのデビュー戦初勝利を収めた。以後キラーイは正GKとなり、1999-2000シーズンにUEFAチャンピオンズリーグ10試合に出場した。一見派手なスーパーセーブこそ少ないが、的確な判断とミスの少ない安定したプレーが特徴の堅実な選手で、素早く正確なスローによるフィードも特徴のひとつであった。
しかし、2003-04シーズンのウインターブレイクにハンス・マイヤーがヘルタの監督に就任すると、フィードラーが6年ぶりに正GKに据えられた。キラーイのヘルタでの最後のプレーは皮肉にもデビュー戦と同じケルンとの対戦であった。
2004-05シーズン、キラーイはイングランドのクリスタル・パレスFCへ移籍した。パレスには間もなくアルゼンチン人GKフリアン・スペローニも加入したが、キラーイは正GKの座を確保しプレミアリーグ32試合に出場した。チャンピオンシップに降格した翌2005-06シーズンはリーグ戦43試合に出場した。
2006年11月から12月にかけて、キラーイはウェストハム・ユナイテッドFCへ2週間の短期ローンで加入。ロイ・キャロルとジミー・ウォーカーを共に負傷で欠いたことによる緊急補強であったが、3試合ベンチに入ったのみで出場機会はなかった。また、12月から2007年1月にかけては、トーマス・セーレンセンとスチュアート・テイラーを共に負傷で欠いたアストン・ヴィラFCへ1か月の短期ローンで加入した。
2007年5月、2年契約でバーンリーFCへ移籍。2009年1月、シーズン終了までの期限付きでバイエル・レバークーゼンへ移籍した。
2009年6月、TSV1860ミュンヘンへ加入。
2014年8月28日、チャンピオンシップに降格したフラムFCへ移籍。
2015-16シーズンからはソンバトヘイ・ハラダーシュへ18年振りに復帰した。
2019年 5月22日 現役引退

### 代表
1998年に対オーストリア戦でハンガリー代表デビューを果たし、開始4分でアントン・ポルスターのPKをストップして3-2での勝利に貢献している。以来代表キャップを重ね、2015年のUEFA EURO 2016予選プレーオフ・ノルウェー戦で39歳にして代表100キャップを記録している。
2016年6月14日に行われたUEFA EURO 2016グループF・オーストリア戦に40歳74日で先発フル出場し、ローター・マテウスが持つUEFA欧州選手権 (EURO) 最年長出場記録（39歳91日）を更新して、EUROでプレーした初の40代の選手となった。

## エピソード
ユニフォームに通常のGKユニフォームで用いられるハーフパンツではなく、ゆったりとしたグレーのトレーニングパンツ（スウェットパンツ）を着用するのがトレードマークとなっている。本人曰く、トレーニングパンツを使用し続ける理由は「昔は土のグラウンドや、冬の凍った芝生の上でプレーしなければいけなかったため、地面に落ちた際に足が傷つかないようにするため」であり、色が常にグレーなのはソンバトヘイ・ハラダーシュ所属時の1996年に元々履いていた黒のパンツを洗濯したために初めてグレーのパンツを履いたところ、そこからソンバトヘイが無敗を続けて降格の危機から救われたことからの験担ぎであるという。

## 個人成績

### 代表での成績

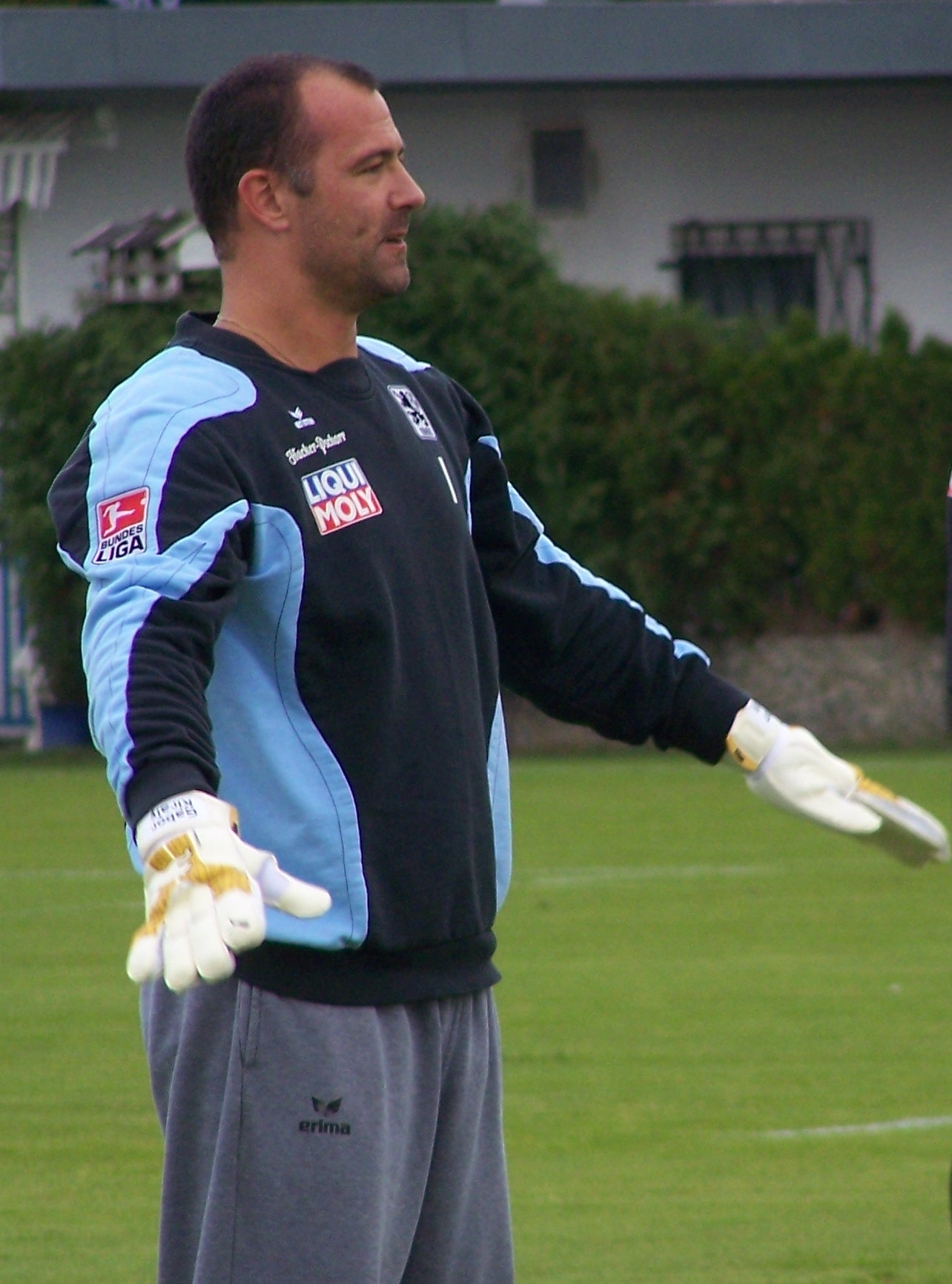
2009年のキラーイ

出典
| ハンガリー代表 | 国際Aマッチ | 国際Aマッチ |
| 年             | 出場        | 得点        |
| -------------- | ----------- | ----------- |
| 1998           | 6           | 0           |
| 1999           | 9           | 0           |
| 2000           | 7           | 0           |
| 2001           | 8           | 0           |
| 2002           | 9           | 0           |
| 2003           | 7           | 0           |
| 2004           | 6           | 0           |
| 2005           | 10          | 0           |
| 2006           | 7           | 0           |
| 2007           | 0           | 0           |
| 2008           | 0           | 0           |
| 2009           | 1           | 0           |
| 2010           | 7           | 0           |
| 2011           | 7           | 0           |
| 2012           | 2           | 0           |
| 2013           | 3           | 0           |
| 2014           | 2           | 0           |
| 2015           | 9           | 0           |
| 2016           | 8           | 0           |
| 合計           | 108         | 0           |